# مجلة الخنساء
مجلة الخنساء، مجلة نسائية صدرت في فترة الأربعينات من القرن العشرين. أصدرتها السيدة سكنة الأمين في بلدة شقراء الجنوبية العاملية.

توقف صدورها بعد مدة فتوقفت عن الصدور.

جميع أعداد هذه المجلة لم يبقَ لها أثر. وقد ضاع قسما منها.